# 30. november
30. november er dag 334 i året i den gregorianske kalender (dag 335 i skudår). Der er 31 dage tilbage af året.
Andreas' dag. Apostlen Andreas drog til Grækenland for at missionere, og her blev han senere korsfæstet for sin tro. Han led døden på et X-formet kors, som efterfølgende betegnes som et Andreaskors. Dagen er traditionelt blevet brugt til at tage varsler. ”Kulde på Andersdag (nordisk for Andreas) gi'r blid vinter, men kold vår”.

### Begivenheder
Født - Dødsfald
- 1653 - Det danske postvæsen, oprettet i 1624, bliver privatiseret, idet det bortforpagtes til Poul Klingenberg, der får titel af generalpostmester.
- 1710 - Tyrkiet erklærer krig mod Rusland.
- 1718 - Under belejringen af den norske fæstning Frederikssten falder den svenske krigerkonge  Karl 12., muligvis for en svensk kugle.
- 1840 - Napoleon Bonapartes rester returneres fra St. Helena til Paris.
- 1853 - Under Krimkrigen ødelægger den russiske flåde den osmanniske flåde i slaget ved Sinop.
- 1872 - Den første internationale fodboldkamp finder sted i Glasgow mellem Skotland og England.
- 1911 - Københavns 3. banegård (den nuværende Hovedbanegård) indvies.
- 1936 - I London går Krystalpaladset op i flammer.
- 1939 - Vinterkrigen indledes, da Sovjetunionen går ind i Finland og bomber den finske hovedstad.
- 1943 - Fyrmester B. Albrechtsen fratræder som fyrmester på Kegnæs Fyr
- 1946 - SAS indvier sin anden oversøiske rute, der går til Rio de Janeiro i Brasilien og Montevideo i Uruguay. Rejsen tager over to døgn, og der er seks stop undervejs. Der er da også sovekabiner i flyene på ruten.
- 1956 - Den 21-årige Floyd Patterson fra USA besejrer landsmanden Archie Moore og bliver den hidtil yngste verdensmester i sværvægtsboksning.
- 1962 - FN's generalforsamling vælger burmeseren U Thant til ny generalsekretær.
- 1966 - Barbados opnår uafhængighed af Storbritannien.
- 1968 - Diana Ross and the Supremes indtager førstepladsen på den amerikanske hitliste med sangen ”Love Child”, hvor den dengang lidt kontroversielle sang blev i to uger.
- 1973 - Danmark sætter kulderekord i november med -21,3 °C målt ved Tarm i Vestjylland.
- 1979 - Frankrig vedtager at indføre fri abort.
- 1979 - Pladen "The Wall" med rockgruppen Pink Floyd udgives.
- 1984 - Storbritanniens premierminister Margaret Thatcher og Frankrigs præsident François Mitterrand enes om at bygge en tunnel under Den engelske Kanal.
- 1991 - Flere svenske byer er centrum for voldsomme kampe mellem højreekstremister og blandt andet danske bz'ere.
- 1997 - 4 omkommer, da den norske gastanker Skagen Clipper om formiddagen i tæt tåge vædrer det danske lystfiskerfartøj Peder Wessel fire sømil syd for Ven i Øresund. De omkomne er den 82-årige kaptajn, et besætningsmedlem og to lystfiskere. 19 personer bliver reddet fra skibsulykken.
- 1997 - Sjælland og Fyn bliver landfaste, da de sidste elementer på Storebæltsforbindelsens østbro (højbroen) sættes på og dermed forbinder Sjælland med Sprogø, hvorfra Storebæltsforbindelsens vestbro (lavbroen) fører videre til Fyn. Storebæltsforbindelsen åbnes dog først for biltrafik d. 14. juni 1998.

### Født
- 1466 - Andrea Doria, italiensk admiral (død 1560).
- 1667 - Jonathan Swift, irsk forfatter (død 1745).
- 1699 - Christian 6., dansk konge (død 1746).
- 1725 - Johan Frederik Gotthilf Lehmann, dansk officer (død 1781).
- 1796 - Carl Loewe, tysk komponist (død 1869).
- 1817 - Theodor Mommsen, tysk forfatter (død 1903).
- 1825 - Julius Exner, dansk maler (død 1910).
- 1835 - Mark Twain, amerikansk forfatter (død 1910).
- 1869 - Gustaf Dalén, svensk opfinder (død 1937).
- 1874 - Sir Winston Churchill, britisk premierminister (død 1965).
- 1883 - Paul Sarauw, dansk forfatter (død 1959).
- 1899 - Hans Krása, tjekkisk komponist (død 1944).
- 1907 - Jacques Barzun, amerikansk kulturhistoriker (død 2012).
- 1915 - Sigrid Lütken, dansk billedhugger (død 2008).
- 1918 - Efrem Zimbalist, Jr., amerikansk skuespiller (død 2014).
- 1925 - Jens Kistrup, dansk journalist og anmelder (død 2003).
- 1935 - Hanne Borchsenius, dansk skuespiller (død 2012).
- 1936 - Abbie Hoffman, amerikansk politisk aktivist (død 1989).
- 1937 - Ridley Scott, britisk filminstruktør.
- 1948 - Michael Hardinger, dansk musiker.
- 1955 - Billy Idol, britisk musiker.
- 1958 - Stacey Q, Amerikansk skuespiller og musiker.
- 1960 - Gary Lineker, engelsk fodboldspiller.
- 1965 - Ben Stiller, amerikansk skuespiller.
- 1965   - Elisabeth Geday, dansk politiker.
- 1968 - Laurent Jalabert, fransk cykelrytter.
- 1982 - Medina_(sanger), dansk sanger.
- 1987 - Dougie Poynter, engelsk musiker i bandet McFly.
- 1990 - Magnus Carlsen, norsk skakspiller.

### Dødsfald
- 1718 - Karl 12., svensk konge (født 1682).
- 1876 - Christian Winther, dansk forfatter (født 1796).
- 1879 - August Bournonville, dansk balletmester og koreograf (født 1805).
- 1900 - Oscar Wilde, irsk forfatter (født 1854).
- 1922 - Erna Juel-Hansen, dansk forfatter og gymnastikpædagog (født 1845).
- 1935 - Fernando Pessoa, portugisisk forfatter (født 1888).
- 1943 - Holger-Madsen, dansk filminstruktør, manuskriptforfatter og skuespiller (født 1878).
- 1944 - Povl Stegmann, dansk arkitekt (født 1888).
- 1954 - Wilhelm Furtwängler, tysk dirigent (født 1886).
- 1957 - Beniamino Gigli, italiensk operasanger (født 1890).
- 1989 - Alfred Herrhausen, tysk bankdirektør (født 1930) - myrdet.
- 2000 - Poul Astrup, dansk kemiker (født 1915).
- 2003 - Jens Torstensen, dansk fodboldspiller (født 1928).
- 2007 - Evel Knievel, amerikansk motorcykelstuntman (født 1938).
- 2008 - Beatrix Beck, belgisk forfatter (født 1914).
- 2011 - Zdeněk Miler, tjekkisk filmskaber og animator (født 1921).
- 2011 - Carl Robie, amerikansk svømmer og olympisk mester (født 1945).
- 2013 - Paul Walker, amerikansk skuespiller (født 1973) - trafikulykke.
- 2017 - Jim Nabors, amerikansk skuespiller (født 1930).
- 2018 - George H.W. Bush, amerikansk præsident (født 1924).
- 2018 - Gert Smedegaard, dansk trommeslager (født 1951).
- 2019 - Mariss Jansons, lettisk dirigent (født 1943).
- 2021 - Phil Dwyer, walisisk fodboldspiller (født 1953).
- 2021 - Ray Kennedy, engelsk fodboldspiller (født 1951).
- 2022 - Christine McVie, engelsk sanger, sangskriver og musiker (født 1943).
- 2022 - Jiang Zemin, tidligere kinesisk præsident (født 1926).

|  | Denne datoartikel kan blive bedre, hvis der indsættes et (bedre) billede Du kan hjælpe ved at afsøge Wikimedia Commons for et passende billede eller uploade et godt billede til Wikimedia Commons iht. de tilladte licenser og indsætte det i artiklen. |